# Hillerød Hospital
Hillerød Hospital (tidligere Frederiksborg Amts Sygehus) er et hospital beliggende i Hillerød i Nordsjælland. Indtil 2007 var hospitalet drevet af Frederiksborg Amt, men i forbindelse med strukturreformen overgik hospitalet til Region Hovedstaden og blev lagt sammen med de øvrige hospitaler i Nordjælland, Frederikssund, Helsingør, Hørsholm og Esbønderup, under navnet Nordsjællands Hospital. I 2008 blev hospitalerne igen splittet op og hospitalet kom til at hedde Hillerød Hospital.
1. februar 2013 fusionerede hospitalerne i Helsingør, Frederikssund og Hillerød til Nordsjællands Hospital.